# Centre interministériel de formation anti-drogue
Pour les articles homonymes, voir CIFAD.
Le Centre interministériel de formation anti-drogue (CIFAD) est situé à Fort-de-France (Martinique).

## Historique
En 1992, les autorités françaises ont créé le Centre interministériel de formation anti-drogue (CIFAD) afin de lutter contre ce fléau dans la Caraïbe avec le souci de former les hommes et de les conduire à une coopération internationale active dans ce domaine. 
Le CIFAD est un groupement d’intérêt public (GIP CIFAD – 2003), lié fonctionnellement et budgétairement à la mission interministérielle de lutte contre la drogue et les conduites addictives (MILDECA). Il est soumis à conseil d’administration, comité de gestion et contrôle de la cour des comptes.
Basé à Fort-de-France en Martinique, il a pour mission d’organiser dans la zone des Caraïbes et en Amérique Latine, des formations et séminaires spécialisés en matière de lutte contre les stupéfiants, tant dans la réduction de l’offre comme celle de la demande.
Le CIFAD réunit des représentants des administrations publiques impliquées, à titres divers, dans la lutte contre la drogue et la toxicomanie (police, gendarmerie, douane, justice, santé). 
Ses personnels permanents sont sélectionnés parmi les effectifs de la Police, de la gendarmerie et de la Douane. Un magistrat (conseiller justice) de la Cour d’Appel de FORT DE FRANCE participe ponctuellement à l’organisation de certaines actions de formation et apporte sa contribution au fonctionnement du centre. 
Le directeur et le directeur-adjoint sont nommés par le conseil d’administration pour une durée de 2 ans en alternance entre les trois administrations formant l’ossature du service. 

## Fermeture du groupement d'intérêt public "centre interministériel de formation anti-drogue de Fort-de-France"
En 2019, le centre, alors sous la direction du lieutenant-colonel de gendarmerie Pierre FERNANDEZ depuis 2 ans, fait l'objet d'un audit de la part de l'inspection générale de l'administration (IGA). Cette mission est confiée à Pascal Lalle.
Le 7 février 2020 est publié l'arrêté portant dissolution du groupement d'intérêt public "centre interministériel de formation anti-drogue de Fort-de-France", ordonnant sa liquidation au 1er avril 2020 et sa fermeture au 30 juin 2020.